# Basilio Ndong
Basilio Ndong Owono Nchama (ur. 17 stycznia 1999 w Mbini) – piłkarz z Gwinei Równikowej grający na pozycji lewego obrońcy. Od 2023 jest zawodnikiem klubu CSU Krajowa.

## Kariera klubowa
Swoją karierę piłkarską Ndong rozpoczął w klubie Cano Sport Academy. W 2015 roku zadebiutował w jego barwach w drugiej lidze Gwinei Równikowej. W 2018 roku przeszedł do północnomacedońskiego KF Shkupi. Swój debiut w nim zaliczył 14 lutego 2018 w wygranym 5:2 domowym meczu z Akademiją Pandew. W Shkupi grał do końca 2019 roku.
Na początku 2020 roku Ndong został zawodnikiem belgijskiego drugoligowca KVC Westerlo. Swój debiut w nim zanotował 23 sierpnia 2020 w zremisowanym 0:0 domowym spotkaniu z Lierse Kempenzonen.
We wrześniu 2021 Ndong został wypożyczony do norweskiego IK Start. Zadebiutował w nim 18 września 2021 w przegranym 2:4 wyjazdowym meczu z Bryne FK. W styczniu 2022 został wykupiony przez Start.
| Sezon   | Klub               | Kraj               | Rozgrywki       | Mecze | Gole |
| ------- | ------------------ | ------------------ | --------------- | ----- | ---- |
| 2015/16 | Cano Sport Academy | Gwinea Równikowa   | 2. Liga         | ?     | ?    |
| 2017    | Cano Sport Academy | Gwinea Równikowa   | 2. Liga         | ?     | ?    |
| 2017/18 | KF Shkupi          | Macedonia Północna | Prwa liga       | 11    | 0    |
| 2018/19 | KF Shkupi          | Macedonia Północna | Prwa liga       | 24    | 0    |
| 2019/20 | KF Shkupi          | Macedonia Północna | Prwa liga       | 9     | 0    |
| 2019/20 | KVC Westerlo       | Belgia             | Eerste klasse B | 0     | 0    |
| 2020/21 | KVC Westerlo       | Belgia             | Eerste klasse B | 4     | 0    |
| 2021    | IK Start           | Norwegia           | 1. Divisjon     | 8     | 0    |

## Kariera reprezentacyjna
W reprezentacji Gwinei Równikowej Ndong zadebiutował 4 września 2016 w wygranym 4:0 meczu kwalifikacji do Pucharu Narodów Afryki 2017 z Sudanem Południowym, rozegranym w Malabo. W 2022 roku został powołany do kadry na Puchar Narodów Afryki 2021. Na tym turnieju wystąpił w pięciu meczach: grupowych z Wybrzeżem Kości Słoniowej (0:1), z Algierią (1:0), ze Sierra Leone (1:0), w 1/8 finału z Mali (0:0, k. 6:5) i ćwierćfinałowym z Senegalem (1:3).